# チュス・ペレダ
チュス・ペレダ（Chus Pereda）ことヘスス・マリア・ペレダ・ルイス・デ・テミーニョ（Jesús María Pereda Ruiz de Temiño、1938年6月15日 - 2011年9月27日）は、スペイン・カスティーリャ・イ・レオン州メディナ・デ・ポマール出身の元同国代表サッカー選手、元サッカー指導者。ポジションはMF。

## クラブ経歴
1956年にSDインダウチュでプロデビュー。1958年にレアル・マドリードへ加入するも、リーグ戦2試合に出場した後にレアル・バリャドリードへとレンタル移籍をした。
1961年から9シーズン在籍したFCバルセロナでは、293試合に出場して104得点を記録し、1962-63シーズンのコパ・デル・レイ決勝ではレアル・サラゴサ相手に先制点を挙げ、3-1での勝利に貢献した。1972年にRCDマジョルカで現役を引退。

## 代表経歴
1960年5月13日、イングランド代表との親善試合でスペイン代表デビューを果たした。また、1964年に参加した1964 欧州ネイションズカップでは大会2ゴールを挙げ、同代表の大会初優勝に貢献した。

## タイトル

### クラブ
レアル・マドリード
- ラ・リーガ : 1回 (1957-58)
- ヨーロピアン・カップ : 1回 (1957-58)

FCバルセロナ
- コパ・デル・レイ : 2回 (1962-63, 1967-68)
- インターシティーズ・フェアーズカップ : 1回 (1965-66)

### 代表
スペイン代表
- UEFA欧州選手権 : 1回 (1964)

### 個人
- UEFA欧州選手権得点王 : 1回 (1964)

### 監督
U-16スペイン代表
- UEFA U-16欧州選手権 : 1回 (1988)